# Ourouer-les-Bourdelins
Ourouer-les-Bourdelins är en kommun i departementet Cher i regionen Centre-Val de Loire i de centrala delarna av Frankrike. Kommunen ligger  i kantonen Nérondes som tillhör arrondissementet Saint-Amand-Montrond. År 2022 hade Ourouer-les-Bourdelins 605 invånare.

## Befolkningsutveckling
Antalet invånare i kommunen Ourouer-les-Bourdelins
Referens:INSEE